# Lahmia
Lahmia ist die einzige Gattung der Lahmiaceae, die wiederum die einzige Familie der Ordnung der Lahmiales innerhalb der Schlauchpilze (Ascomycota) sind.

## Merkmale
Arten von Lahmia bilden als Fruchtkörper gestielte Apothecien mit einem schwarzen, gewundenen Becher, der zuerst geschlossen ist, und bei Reife sich mit unregelmäßigen Rissen öffnet. Das äußere Excipulum besteht aus dunkel gefärbten Zellen, das innere aus gelatinösen Zellen. Die Paraphysen sind stark septiert, unverzweigt und an der Basis leicht verdickt. Die Schläuche sind zylindrisch bis keulig, nicht amyloid und zweiwandig, aber nicht fissitunikat (teleskopartig verlängert). Sie entspringen aus Haken. Sie besitzen immer acht Sporen. Diese sind durchscheinend, sichelförmig und ein- bis vierfach septiert. Die Nebenfruchtformen sind hyphomycetisch und flaschenförmig. Die Konidien sind sichelförmig und ein- bis dreifach septiert.

## Lebensweise und Verbreitung
Lahmia-Arten sind saprob oder parasitisch auf Pflanzen.

## Systematik und Taxonomie
Lahmia wurde bereits 1861 von Gustav Wilhelm Körber erstbeschrieben, die Familie Lahmiaceae und die Ordnung Lahmiales wurde dann 1986 von Ove Erik Eriksson beschrieben. Der Gattungsname ehrt Johann Gottlieb Franz-Xaver Lahm (1811–1888), einen Geistlichen, Lichenologen und Mykologen.
Die Gattung  Lahmia enthält nur zwei Arten.
- Lahmia kunzei
- Lahmia waghornii